# Fabricio Oberto
Fabricio Raúl Jesús Oberto (Córdoba, 21 de Março de 1975) é um ex basquetebolista profissional argentino que atualmente está aposentado. Com nacionalidade argentina e italiana, possui passagens em importantes clubes europeus como Olympiacos e Tau Ceramica, e em clubes da NBA Portland Trail Blazers, San Antonio Spurs e Washington Wizards.
Oberto começou sua carreira na modalidade muito cedo e com apenas 18 anos, o jogador ficou na Europa por 12 anos. Oberto durante esse tempo jogou pelo AEK Athens da Grécia, o TAU Cêramica da Espanha e o Olympiacos que também pertence ao basquetebol grego.

## NBA

### San Antonio Spurs
Depois de ficar um longo tempo jogando pela Europa, ele foi cogitado em defender uma equipe da NBA a maior liga de basquetebol do mundo. Oberto foi sorteado na NBA Draft de 2005 na primeira rodada pelo San Antonio Spurs e acertou um contrato de três anos recebendo cerca de 7.5 milhões de dolares. Durante este tempo, Oberto jogou ao lado de grandes estrelas como o norte americano Tim Duncan e o francês Tony Parker alem dos argentinos Manu Ginóbili e Carlos Delfino. Sua melhor partida pelo time de San Antonio foi realizada na final da Conferencia Oeste de 2006-07 fez 22 pontos cometeu 10 rebotes saindo de quadra aplaudido. Oberto ganhou a NBA de 2007 pelo San Antonio Spurs.

### Washington Wizards
Em Agosto de 2009, Oberto saiu do San Antonio Spurs para jogar no Washington Wizards, clube da capital norte americana acertando contrato de 3 anos o que deve ser confirmado até o final de sua carreira como jogador de basquetebol. Ele atualmente joga ao lado de Gilbert Arenas que é garoto propaganda da marca esportiva Adidas.

## Seleção Argentina
Fabrício Oberto desde cedo jogou pela Seleção Argentina de Basquetebol em 1994, mas sua primeira medalha veio em 2002 no Campeonato Mundial de Basquetebol disputado nos Estados Unidos, a equipe de Oberto foi vice-campeã sendo premiada com uma medalha de prata. A Principal conquista da seleção argentina e de Fabrício Oberto aconteceu em 2004 pelas Olimpíadas de Atenas com uma medalha de ouro e a partir daquele momento assuimindo o ranking da FIBA. Sua ultima conquista pelo seu país foi conquistada em 2008 nos Jogos Olímpicos de Pequim na China ganhando uma medalha de Bronze depois de perder para os EUA de Kobe Bryant, LeBron James, Dwight Howard, Jason Kidd, Chris Bosh e Dwayne Wade.

## Principais Títulos
- Campeonato Grego de Basquetebol
- Medalha de Prata no Campeonato Mundial de Basquetebol nos Estados Unidos
- Medalha de Ouro nas Olimpiadas de Atenas, Grécia
- Medalha de Bronze nas Olimpíadas de Pequim, China